# Hans Ludwig Sierks
Hans Ludwig Sierks (* 24. Juli 1877 in Seeth; † 23. April 1945 in Berlin) war ein deutscher Bauingenieur, sozialdemokratischer Stadtbaurat und am Widerstand gegen das NS-Regime beteiligt.

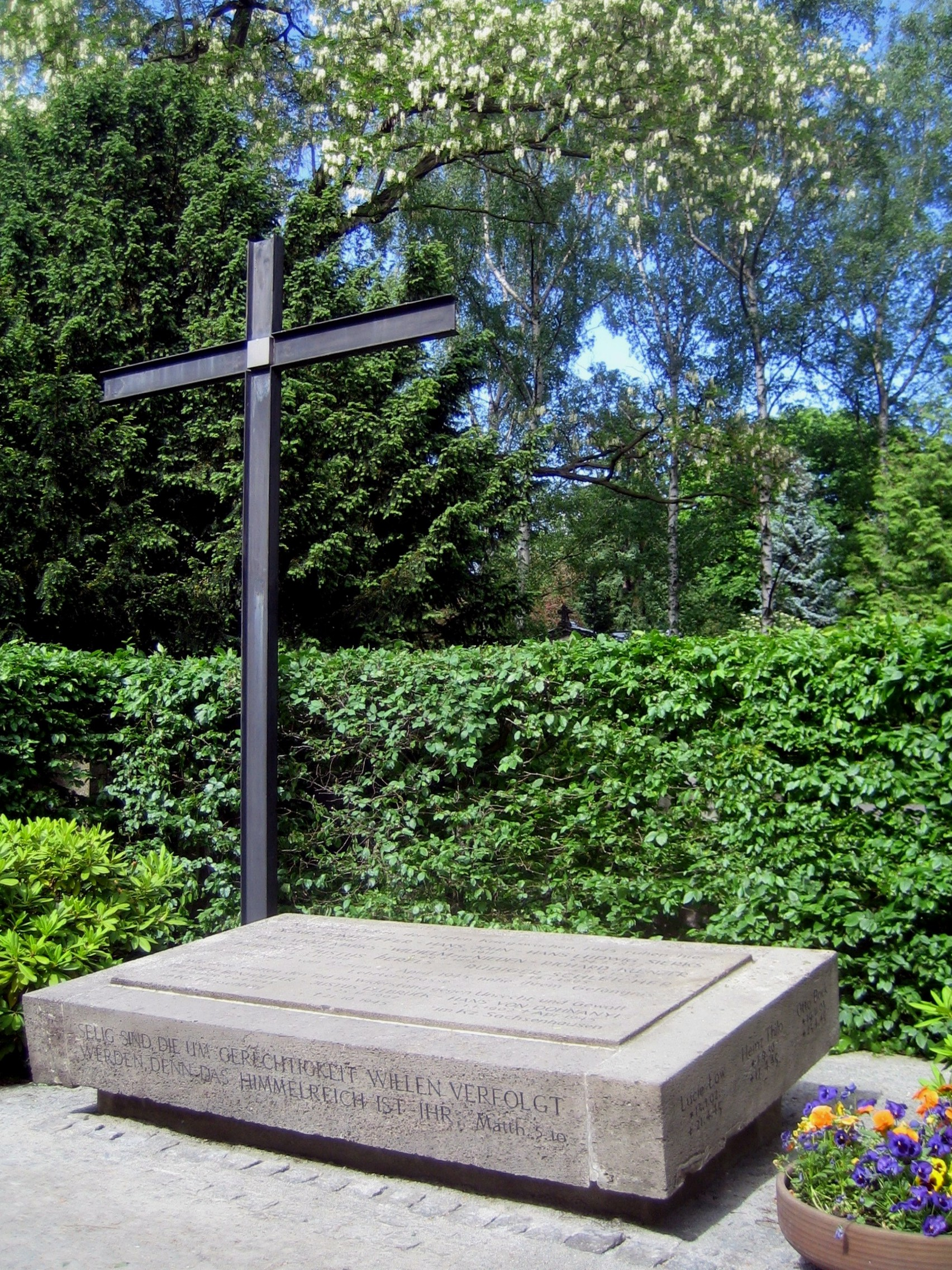
Grab von Hans Ludwig Sierks und anderen auf dem Dorotheenstädtischen Friedhof

## Leben
Vor dem Ersten Weltkrieg war er für die Kommunalverwaltungen in vielen deutschen Städten tätig und er arbeitete am Bau der Anatolischen Eisenbahn mit. 1912 übernahm er als Leitender Ingenieur das Dresdner Hochbauamt.
1919 wurde er Mitglied der SPD. 1923 übernahm er zusammen mit Rudolf Renner die Leitung der Proletarischen Hundertschaften in Dresden. Mit der Koalitionspolitik der SPD geriet er zunehmend in Konflikt, sodass er diese schließlich 1930 verließ. 1931 schloss er sich den oppositionellen Sozialdemokraten in der SAP an.
Durch seine wissenschaftlichen Arbeiten auf dem Gebiet des Bauwesens hatte er sich ein internationales Renommée erworben und war deshalb häufig auch im Ausland tätig. Im Frühjahr 1933 kehrte Sierks trotz des nun alltäglichen Terrors in Deutschland aus Schweden zurück. Als im Mai 1933 auch eines seiner Bücher verboten wurde, protestierte er dagegen und wurde deshalb zeitweilig verhaftet. Trotz der besonderen Gefährdung nach der Haftentlassung hielt er weiterhin Kontakt zu seinen sozialdemokratischen und kommunistischen Freunden. 1943 schloss er sich der Bewegung Freies Deutschland an und unterstützte den Widerstandskampf der Gruppe um Georg Schumann.
Nach dem misslungenen Attentat vom 20. Juli 1944 half er Fritz Lindemann bei der Flucht vor der Gestapo. Am 25. Juli wurde er von Hermann Lindemann, einem Verwandten Fritz Lindemanns und bis 1932 sozialdemokratischer Bürgermeister Senftenbergs, um Hilfe gebeten. Sierks vermittelte für das Untertauchen Kontakte zu seinem Freund Erich Gloeden, der Juden half, im Untergrund zu leben.
Aufgrund eines Fahndungsaufrufes nach Lindemann vom 19. August folgte am 3. September 1944 die Verhaftung von Sierks. Am 1. Dezember 1944 wurde er, wie Carl Adolf Marks, vom Volksgerichtshof unter dem Vorsitz von Roland Freisler zum Tode verurteilt. Bis zur Vollstreckung des Urteils war Sierks im Zellengefängnis Lehrter Straße inhaftiert. Er wurde zusammen mit Klaus Bonhoeffer und Rüdiger Schleicher sowie anderen Gefangenen in der Nacht vom 22. auf den 23. April 1945 von einem Sonderkommando des Reichssicherheitshauptamts erschossen.

## Veröffentlichungen
- Wirtschaftlicher Städtebau und angewandte kommunale Verkehrswissenschaft. Verlag von Kaden & Comp., Dresden 1926 (Digitalisat der SLUB Dresden).
- Grundriss der sicheren, reichen, ruhigen Stadt. Buchverlag Kaden & Comp., Dresden 1929 (Digitalisat der SLUB Dresden).